# Балканские игры
Балка́нский легкоатлети́ческий чемпиона́т, или Балка́нские и́гры, — региональные соревнования по лёгкой атлетике, проводимые между странами Балканского полуострова и организуемые Balkan Athletics. Первые игры были проведены в Афинах в 1929 году, а последние — в Стара-Загоре в 2018 году.

## Организаторы
Игры 1929 года были неофициальными и были организованы Федерацией лёгкой атлетики Греции (SEGAS). Они стали официальными после 1930 года, с тех пор проводятся регулярно, за исключением периода 1940—1953 годов. (в это время игры были приостановлены из-за Второй мировой войны и послевоенных беспорядков). В 1946 и 1947 годах были организованы неофициальные игры под названием Balkan and Central European Games, в них также участвовали Чехословакия, Польша и Венгрия.
SEGAS также сыграла важную роль в проведении Балканского чемпионата по легкой атлетике в помещении в 1994 году — события, связанного с основным чемпионатом.

## Страны, участвующие в турнире
| - Греция (с 1929) - Румыния (с 1929) - Болгария (с 1929) - Турция (с 1931) - Албания (с 1946) - Словения (с 1992) - Хорватия (с 1992) - Северная Македония (с 1992) - Босния и Герцеговина (с 1992) - Черногория (с 2006) - Сербия (с 2006) - Косово (с 2016) - Молдова (с 1992) - Армения (с 2013) - Кипр (с 2014) - Грузия (с 2014) - Израиль (с 2015) - Сан-Марино (с 2016) - Украина (с 2016) - Азербайджан (с 2017) - Австрия (с 2018) | - Королевство Югославия (1929—1940) Социалистическая федеративная республика Югославия (1953—1990) - Сербия и Черногория (1992—2005) |  |

## Рекорды турнира

### Женщины
| Дисциплина     | Результат            | Спортсмен            | Национальность | Дата              | Место проведения       | Примечания |
| -------------- | -------------------- | -------------------- | -------------- | ----------------- | ---------------------- | ---------- |
| Тройной прыжок | 14,60 м (+1,7 м / с) | Параскеви Папахристу | Греция         | 20 июля 2018 года | Стара-Загора, Болгария | [ 4 ]      |
| Метание копья  | 60,60 м              | Мария Вученович      | Сербия         | 20 июля 2018 года | Стара-Загора, Болгария | [ 5 ]      |

## Инцидент, связанный с именем чемпиона по толканию ядра 1940 года
Чемпионом по толканию ядра в 1940 году стал Арат Арарат (Arat Ararat) из Турции. Настоящее имя этого спортсмена — Сократ Иоаннидис, он родился в Стамбуле. Из-за политических конфликтов между Турцией и Грецией в то время турки решили, что более корректно изменить имя спортсмена на Арат Арарат. Под этим именем он и прославился в спортивных кругах.